# Чердаты
Чердаты — село в Зырянском районе Томской области, Россия. Административный центр Чердатского сельского поселения.

## География
Село расположено на севере Зырянского района, недалеко от административных границ с Первомайским и Тегульдетским районами. С запада мимо Чердат протекает Чулым. На севере село упирается в озеро Курейка, с востока — озеро Уюк. Оба озера входят в систему стариц Чулыма и соединены протоками с рекой Лаба, впадающей в Чулым в 1 км западнее села.

## История
Село основано в XVIII веке.

## Население
| 1926 | 2002 | 2010 | 2012 | 2013 | 2014 | 2015 | 2016 | 2021 |
| ---- | ---- | ---- | ---- | ---- | ---- | ---- | ---- | ---- |
| 1038 | ↘947 | ↘796 | ↗802 | ↗816 | ↘791 | ↘760 | ↘750 | ↘617 |

## Социальная сфера и экономика
В посёлке есть фельдшерско-акушерский пункт, средняя общеобразовательная школа, Дом культуры и библиотека.
Основа местной экономической жизни — сельское хозяйство и розничная торговля.

## Русская православная церковь
Храм Казанской иконы Божией Матери.

## Известные жители и уроженцы
- Ефанов, Михаил Карпович — участник Великой Отечественной войны, Герой Советского Союза.